# Amalgamated Press
Amalgamated Press (AP) була британською компанією, що видає газети та журнали, заснованою журналістом і підприємцем Альфредом Гармсвортом (1865–1922) у 1901 році, об’єднавши його численні видавничі підприємства під одним прапором. У свій час у найбільшій видавничій компанії в світі AP працювали такі письменники, як Артур Мі, Джон Олександр Хаммертон, Едві Сірлз Брукс і Чарльз Гамільтон. Його дочірня компанія, Educational Book Company, видала The Harmsworth Self-Educator, The Children's Encyclopædia та Harmsworth's Universal Encyclopaedia. Газети компанії включали Daily Mail, Daily Mirror, The Evening News, The Observer і The Times. У період свого розквіту AP видавала понад 70 журналів і керувала трьома великими друкарнями та паперовими фабриками в Південному Лондоні.

## Історія
У 1888 році Альфред Гармсворт і його молодший брат Гарольд (1868–1940) заснували Harmsworth Brothers, де Альфред виконував функції видавця, а Гарольд займався фінансами. Перше, що вони зробили, це знайшли статтю під назвою Answers to Correspondents, яка була створена за моделлю іншої популярної статті під назвою Tit-Bits (опублікована Джорджем Ньюнесом). Гармсворт вийшов на ринок коміксів у 1890 році з Comic Cuts та Illustrated Chips. Комікс Wonder, випущений у 1892 році, був частиною довгого ряду пов’язаних назв, які тягнулися з 1892 по 1953 рік і відомі під різними додатковими іменами, зокрема Funny Wonder і Jester.
Також у 1890 році Гармсворт почав видавати періодичні видання, щоб кинути виклик і конкурувати з пенні дредфулс, популярним серед британської молоді. За ціною півпенса, газети Гармсворта були дешевшими і, принаймні спочатку, були респектабельнішими, ніж конкуренти. Гармсворт стверджував, що його спонукало бажання кинути виклик згубному впливу грошиків. За «Halfpenny Marvel» AP, випущеним у 1893 році, незабаром послідувала низка інших видань Harmsworth за півпенса, таких як «The Union Jack» (1894–1933) і « Pluck » (також розпочато в 1894 році), а також серіалізовані газети про історії хлопчиків «The Boys». «Друг» (1895). Спочатку ці історії були високоморальними оповіданнями, нібито заснованими на реальних подіях, але незабаром ці газети почали використовувати той самий матеріал, що й публікації, з якими вони конкурували.
Починаючи з 1894 року, брати Гармсворти заглибилися в газетний бізнес, спочатку придбавши The Evening News і Edinburgh Daily Record. Гармсворт заснував Daily Mail у 1896 році, що мало успіх, маючи світовий рекорд щоденного тиражу до смерті Гармсворта.
Гармсворт заснувала жіночий журнал Home Chat (1895–1959), щоб конкурувати з Home Notes К. Артура Пірсона.
У 1896 році Harmsworth Brothers Ltd була зареєстрована як товариство з обмеженою відповідальністю. До цього часу сукупні щотижневі продажі публікацій компанії перевищили один мільйон примірників, більше, ніж у будь-якого іншого видавця журналів у світі.